# Friedemann Osmers
Friedemann Osmers (* 1. September 1945 in Hahn in Rastede) ist ein deutscher Mediziner; er war Ärztlicher Geschäftsführer des Rotes-Kreuz-Krankenhauses in Bremen (RKK) sowie Politiker (CDU) und Mitglied der Bremischen Bürgerschaft.

## Biografie

### Familie, Ausbildung, Beruf
Osmers studierte Medizin und promovierte zum Dr. med. Er war als Röntgenarzt sowie ab 1978 als Chefarzt der klinischen Radiologie im Rotes-Kreuz-Krankenhaus in Bremen (RKK) tätig. Seit 1990 als Ärztlicher Direktor des RKK kritisierte er 1992 die sehr angespannte Lage der 13 bremischen Kliniken. Ab 2004 war er Ärztlicher Geschäftsführer und schied 2010 aus; sein Nachfolger wurde Stefan Herget-Rosenthal. In seiner Zeit am RKK wurde 1980 eine Schmerztherapie-Abteilung eingerichtet. Durch wiederholten Ausbau der Klinik entstand eine Kapazität von 300 Betten. 2008 wurde das Krankenhaus als „Klinisches osteologisches Schwerpunktzentrum DVO“ ausgezeichnet.
Osmers ist in zweiter Ehe verheiratet.

### Politik
Osmers wurde Mitglied der CDU und war ab 1982 Vorsitzender im neu gegründeten CDU-Landesfachausschuss für Gesundheitspolitik. Von 1983 bis 1987 war er Mitglied der 11. Bremischen Bürgerschaft und dort Mitglied verschiedener Deputationen, u. a. für das Gesundheitswesen und im Krankenhausausschuss. Er war gesundheitspolitischer Sprecher seiner Fraktion. 1985 begrüßte er die Reform der Krankenhausfinanzierung durch den Bund, eine Reform, die das Landesparlament mehrheitlich bedauerte.